# My kind of Christmas
My kind of Christmas is een kerstalbum en het derde studioalbum van Christina Aguilera, uitgebracht in 2000.
Het nummer The Christmas Song was opgenomen tijdens de opnamesessies van haar debuutalbum, de rest van het album werd opgenomen toen Aguilera op tour was in 2000. Het album is gelijktijdig opgenomen met Mi Reflejo, een Spaanstalig album van Aguilera. Het album verkocht goed, verkreeg de platinastatus in de Verenigde Staten en werd wereldwijd meer dan drie miljoen keer verkocht.

## Nummers
1. Christmas Time
2. This Year
3. Have Yourself a Merry Little Christmas
4. Angels We Have Heard on High (met Eric Dawkins)
5. Merry Christmas, Baby (met Dr. John)
6. O Holy Night
7. These Are the Special Times
8. This Christmas
9. The Christmas Song
10. Xtina's Xmas
11. The Christmas Song (Holiday Remix)

Studioalbums: Christina Aguilera · Stripped · Back to Basics · Bionic

Andere albums: Mi Reflejo · My kind of Christmas · Just Be Free · Keeps Gettin' Better: A Decade of Hits

Singles (in Nederland): "Genie in a Bottle" · "What a Girl Wants" · "I Turn to You" · "Come On Over Baby (All I Want Is You)" · "Nobody Wants to Be Lonely" · "Lady Marmalade" · "Dirrty" · "Beautiful" · "Fighter" · "Can't Hold Us Down" · "The Voice Within" · "Car Wash" · "Tilt Ya Head Back" · "Ain't No Other Man" · "Hurt" · "Tell Me" · "Candyman" · "Oh Mother" · "Keeps Gettin' Better"

Zie ook: Discografie · RCA Records